# Ivan Tanzlingher Zanotti
Ivan Tanzlinger Zanotti (Zadar, 1651. – Zadar, 1732.) (u hrvatskim se izvorima spominje i kao Ivan Zanotti Tanzlinger, Ivan Tanzlingher Zanotti a u talijanskim kao Giovanni Tanzlingher Zanotti), bio je kanonik iz Zadra. Pripadnikom je zadarskog kruga.
Napisao je 1679. rukopisni Dizionario.
Napisao je rječnik Vocabolario di tre nobilissimi linguaggi, italiano, illirico e latino kojeg je radio skoro 25 godina, od 1679. do 1699. godine. Za ovo djelo sam kaže da ga je namijenio hrvatskoj slovinskoj mladosti.1704. je godine objavio drugo izdanje.Rječnik je do danas ostao u rukopisu.
Preveo je dva pjevanja Vergilijevih Eneida na hrvatski jezik, koja je objavio 1688. u Mletcima u dvjema knjigama.